# Tetragnatha riparia
Tetragnatha riparia är en spindelart som beskrevs av Holmberg 1876. Tetragnatha riparia ingår i släktet sträckkäkspindlar, och familjen käkspindlar. Inga underarter finns listade i Catalogue of Life.